# هرستمن‌زو
هرستمن‌زو (به انگلیسی: Herstmonceux) یک روستا و محله مدنی در بریتانیا است که در Wealden واقع شده‌است. هرستمن‌زو ۲۴٫۷ کیلومتر مربع مساحت و ۲٬۶۱۳ نفر جمعیت دارد.